# Граф де Луна (1462)

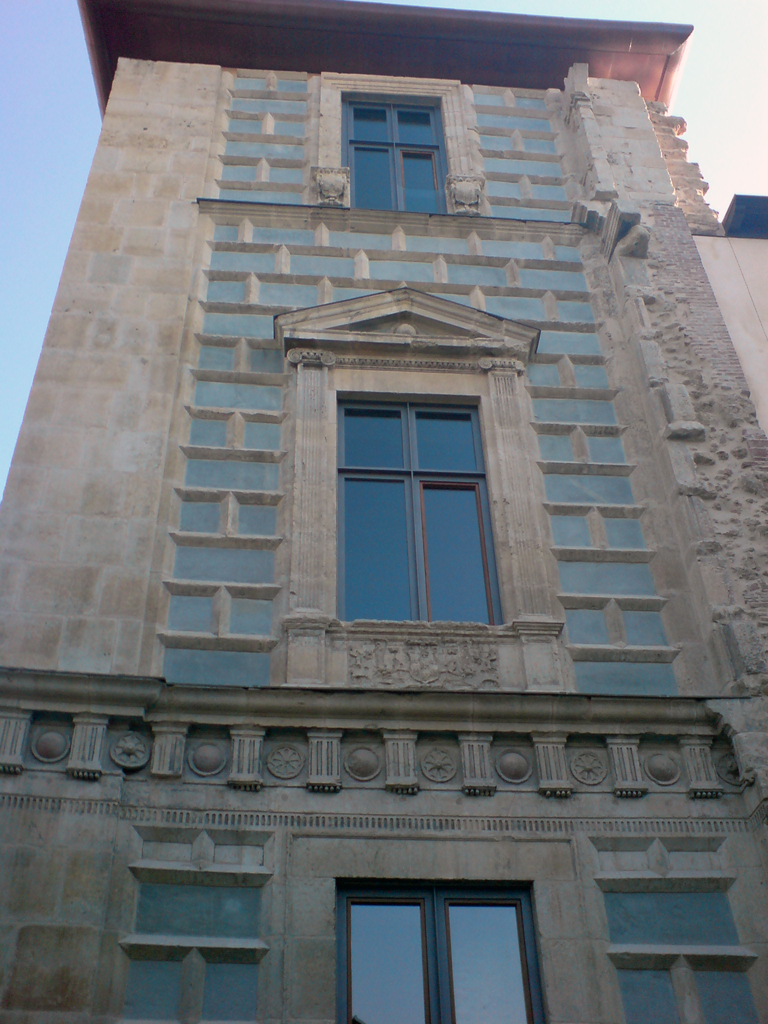
Паласио дель Конде Луна в городе Леон

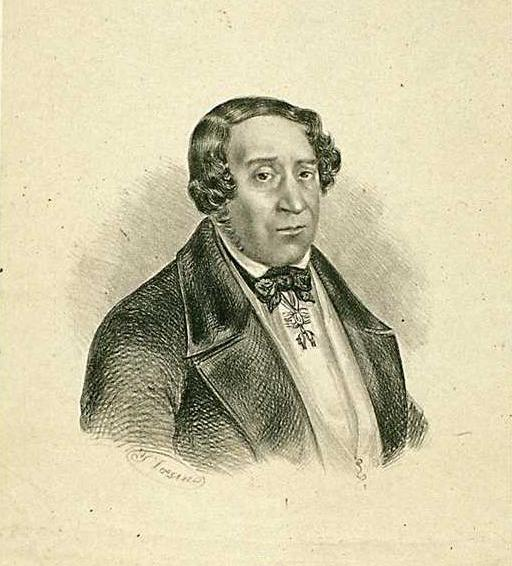
Бернардино Фернандес де Веласко, 14-й герцог де Фриас, 9-й герцог де Уседа, 19-й граф де Луна (1783—1851)

Граф де Лу́на — испанский дворянский титул. Он был создан 22 февраля 1462 года королем Кастилии Энрике IV для своего фаворита, Диего Фернандеса Вигила и Киньонеса (ум. 1491), сына Педро Суареса де Киньонеса, сеньора де Луна и Орбиго, и Беатрис де Акунья.
Название графского титула происходит от названия комарки (района) Луна в области Монтанья-Оксиденталь (провинция Леон).

## История
Первым известным членом этой фамилии, происходившей из района Киньонес-дель-Рио в королевстве Леон, был Педро Альварес, который в 1285 году получил во владение от короля Кастилии Санчо IV поместья Урдьялес-дель-Парамо и Санта-Мария-дель-Парамо. Он женился на Виоланте Понсе де Леон, породнившись, таким образом, с одним из знатнейших дворянским родов Кастилии. Суэро Перес де Киньонес получил во владение от короля Кастилии Педро I поместья Барриэнтос-де-ла-Вега и Посадилья-де-ла-Вега, а также замок Траскастро де Луна. В дальнейшем Суэро Перес де Киньонес покинул ряды сторонников короля Педро I и перешел на сторону его сводного брата, инфанта Энрике де Трастамара, будущего короля Кастилии Энрике II, от которого получил новые должности и приобретения. Он скончался в 1367 году в битве при Нахере.
Суэро Перес де Киньонес и его жена Мария Фернандес де Мендоса были родителями Педро и Леонор Суарес де Киньонес и де Арес Перес де Киньонес, сеньоры де Альседо. Педро, благодаря поддержке династии Трастамара, увеличил свои владения и скончался в 1402 году, не оставив детей. Ему наследовал его племянник, Диего Фернандес де Киньонес, сын его сестры Леонор и Диего Фернандеса Вигила де Альера, который принял имя и герб де Киньонес. Педро Суарес де Киньонес и его жена Хуана построили дворец, известный как Паласио дель Конде Луна в городе Леон.
Диего Фернандес де Киньонес был женат на Марии де Толедо, от брака с которой у него было несколько детей (Педро, Фернандо и Диего). Педро Суарес де Киньонес был женат на Беатрис де Акунье, от брака с которой у него было несколько сыновей, среди них — Диего Фернандес де Киньонес, 1-й граф де Луна.

## Графы де Луна (Королевство Леон)
|                                                 | Титул                                                          | Период                                          |
| Креация была создана королем Кастилии Энрике IV | Креация была создана королем Кастилии Энрике IV                | Креация была создана королем Кастилии Энрике IV |
| ----------------------------------------------- | -------------------------------------------------------------- | ----------------------------------------------- |
| I                                               | Диего Фернандес де Киньонес                                    | 1462—1491                                       |
| II                                              | Бернардино Фернандес де Киньонес и Энрикес                     | 1491—1492                                       |
| III                                             | Франсиско Фернандес де Киньонес и Осорио                       | 1492—1529                                       |
| IV                                              | Клаудио Фернандес де Киньонес и Мендоса                        | 1529—1563                                       |
| V                                               | Луис Фернандес де Киньонес и Пиментель                         | 1563—1568                                       |
| VI                                              | Каталина Фернандес де Киньонес и Кортес Суньига                | 1568—1574                                       |
| VII                                             | Антонио Алонсо Пиментель и Вигил де Киньонес                   | 1574—1633                                       |
| VIII                                            | Хуан Франсиско Алонсо Пиментель и Понсе де Леон                | 1633—1652                                       |
| IX                                              | Антонио Алонсо Пиментель де Киньонес и Эррера-Суньига          | 1652—1677                                       |
| X                                               | Гаспар Вигил де Киньонес Алонсо Пиментель и Бенавидес          |                                                 |
| XI                                              | Франсиско Казимиро Пиментель де Киньонес и Бенавидес           | ?—1709                                          |
| XII                                             | Франсиско Алонсо Пиментель                                     | 1709—?                                          |
| XIII                                            | Антонио Франсиско Пиментель де Суньига и Вигил де Киньонес     |                                                 |
| XIV                                             | Мануэль Алонсо Пиментель                                       | ?—1735                                          |
| XV                                              | Франсиско Алонсо Пиментель Вигил де Киньонес Борха и Арагон    | 1735—1763                                       |
| XVI                                             | Мария Франсиска Алонсо Пиментель Тельес-Хирон и Борха          | 1763—?                                          |
| XVII                                            | Мария дель Пилар Тереза Каэтана де Сильва и Альварес де Толедо | ?—1802                                          |
| XVIII                                           | Диего Антонио Фернандес де Веласко Лопес Пачеко и Тельес-Хирон | 1802—1811                                       |
| XIX                                             | Бернардино Фернандес де Веласко Пачеко и Тельес-Хирон          | 1811—1851                                       |
| XX                                              | Мария дель Росарио Тельес-Хирон и Фернандес де Веласко         | 1851—1896                                       |
| XXI                                             | Инес Рока де Тогорес и Тельес-Хирон                            | 1896—1946                                       |
| XXII                                            | Педро де Алькантара Рока де Тогорес и Лафитте                  | 1946—1979                                       |
| XXIII                                           | Мануэль Рока де Тогорес и Салинас                              | 1979—2007                                       |
| XXIV                                            | Менсия Рока де Тогорес и Лора                                  | 2007 — настоящее время                          |

## История графов Луна
- Диего Фернандес и Киньонес (ум. 2 ноября 1491), 1-й граф де Луна с 1462 года, сеньор де Луна (1455—1491), сеньор де Орбиго и его долины. Был женат на Хуане Энрикес, дочери Энрике Энрикеса де Мендосы, 1-го графа Альба-де-Листе. Ему наследовал его сын:
- Бернардино Фернандес де Киньонес и Энрикес, 2-й граф де Луна. Первым браком был женат на Марии де ла Вега (брак бездетен). Во второй раз женился на Исабель Осорио. Ему наследовал его сын от второго брака:
- Франсиско Фернандес де Киньонес и Осорио (ум. 1529), 3-й граф де Луна. Был женат на Марии де Мендосе Манрике, дочери графа де Бенавенте. Ему наследовал его сын:
- Клаудио Фернандес де Киньонес и Мендоса (ум. 20 декабря 1563), 4-й граф де Луна. 1-я жена — Каталина де Пиментель и Веласко, дочь Алонсо де Пиментеля, 5-го графа и 2-го герцога де Бенавенте; 2-я жена — Франсиска де ла Куэва. Ему наследовал его сын от первого брака:
- Луис Фернандес де Киньонес и Пиметнель, 5-й граф де Луна. 1-я жена — Мария Кортес, дочь Эрнандо Кортеса, завоевателя Мексики, и Хуаны де Арельяно; 2-я жена — Франсиска де Бомон. Ему наследовала дочь от первого брака:
- Каталина Фернандес де Киньонес и Кортес (ум. 1574), 6-я графиня де Луна. Муж — Хуан Алонсо Пиметнель и Эррера, 8-й граф и 5-й герцог де Бенавенте, 8-й граф де Майорга, 3-й граф Вильялон. Её наследовала её сын:
- Антонио Алонсо Пиментель и Вигил де Киньонес, 7-й граф де Луна, 9-й граф и 6-й герцог де Бенавенте, 9-й граф де Майорга. 1-я жена — Мария Понсе де Леон, дочь Родриго Понсе де Леона, 3-го герцога де Аркос; 2-я жена — Элеонора Пиментель, дочь Энрике де Пиментеля, 1-го графа де Вильяда, 3-го маркиза де Тавара. Ему наследовал его сын от первого брака:
- Хуан Франсиско Алонсо Пиментель и Понсе де Леон (ум. 1652), 8-й граф де Луна, 10-й граф и 7-й герцог де Бенавенте, 10-й граф де Майорга. 1-я жена — Менсия де Суньига и Фахардо, дочь Луиса Фахардо и Суньиги, 4-го маркиза де Лос-Велеса, 3-го графа де Молина, и Марии Пиментель и Киньонес; 2-я жена — Антония Мендоса и Оренсе, дочь Антонио Гомеса Манрике де Мендосы, 5-го графа де Кастрохерис. Ему наследовал его сын:
- Антонин Алонсо де Пиметнель и Киньонес и Эррера-Суньига, 9-й граф де Луна, 11-й граф и 8-й герцог де Бенавенте, 11-й граф де Майорга. 1-я жена — Изабель Франсиска де Бенавидес и де ла Куэва, 3-я маркиза де Хабалькинто; 2-я жена — Санча Сентурион Мендоса и Кордова, дочь Адана Сентуриона, 3-го маркиза де Эстепа, и Леонор Марии Сентурион, 4-й маркизы де Армунья. Ему наследовал его сын от первого брака:
- Гаспар Вигил де Киньонес Алонсо Пиментель и Бенавидес, 10-й граф де Луна, 12-й граф де Майорга, 4-й маркиз де Хабалькинто, 3-й маркиз де Вилла-Реаль-де-Пурульена. Женат на Мануэле Аро и Гусман, дочери Луиса Мендеса де Аро и Гусман и Сотомайор, 6-го маркиза дель-Карпио, 2-го графа де Моренте, 5-го графа и 3-го герцога де Оливареса, 2-го маркиза де Эльче, 1-го герцога де Монторо, и Каталины Фернандес де Кордова и Арагон, дочери 5-го герцога де Сегорбе. Бездетен.
- Франсиско Алонсо Пиментель де Киньонес и Бенавидес (4 марта 1655—15 января 1709), 11-й граф де Луна, 12-й граф и 9-й герцог де Бенавенте, 13-й граф де Майорга, 5-й маркиз де Хабалькинто, 4-й маркиз де Вилла-Реаль-де-Пурульена. 1-я жена — Антония Гевара, дочь Бельтрана Велеса Ладрона де Гевары, 1-го графа де Кампо-Реаль и 1-го маркиза де Монреале, и Каталины Велес Ладрон де Гевара, 9-й графини де Оньяте и 4-й графини де Вильямедьяна; 2-я жена — Мануэла де Суньига и Сармьенто, дочь Хуана де Суньиги, 9-го герцога де Бехара, 8-го маркиза де Хибралеон, 11-го графа де Белалькасар, 10-го графа де Баньярес, виконта де ла-Пуэбла-де-Алькосер, и Терезы Сармьенто де ла Серда из дома Ихар. Ему наследовал его сын от первого брака:
- Франциско Алонсо Пиментель, 12-й граф де Луна, 14-й граф де Майорга. Бездетен, ему наследовал его сводный младший брат:
- Антонио Франсиско Казимиро Алонсо-Пиментель Вигил де Киньонес де Суньига[исп.] (ум. 1743), 13-й граф де Луна, 13-й граф и 10-й герцог де Бенавенте, 6-й маркиз де Хабалькинто, 5-й маркиз де Вилла-Реаль-де-Пурульена, 15-й граф де Майорга, 13-й граф Альба-де-Листе. 1-я жена — Мария Игнасия де Борха-и-Арагон, дочь Паскуаля де Борха-и-Арагон, 10-го герцога де Гандия, 7-го маркиза де Льомбай, 11-го графа де Олива; 2-я жена -Мария Филиппа Хорнес. Ему наследовал его старший сын от первого брака:
- Мануэль Алонсо Пиментель (1700—1735), 14-й граф де Луна, 16-й граф де Майорга. Был женат на Марии Терезе де Сильва и Уртадо де Мендосе, дочери Хуана де Сильва и Мендоса, 10-го герцога де Инфантадо, 11-го маркиза Сантильяна, 6-го герцога де Пастрана. Ему наследовал его брат:
- Франциско Алонсо Пиментель Вигил де Киньонес Борха и Арагон (13 марта 1706 — 9 февраля 1763), 15-й граф де Луна, 14-й граф и 11-й герцог де Бенавенте, 10-й герцог де Медина-де-Риосеко, 13-й герцог де Гандия, 7-й маркиз де Хабалькинто, 6-й маркиз де Вилла-Реаль-де-Пурульеная, 11-й маркиз де Льомбай, 14-й граф Альба-де-Листе, 17-й граф де Майорга, 15-й граф де Мельгар, 13-й граф де Олива и 2-й герцог де Арион; 1-я жена — Франсиска де Бенавидес и де ла Куэва, дочь Мануэля де Бенавидеса и Арагона, 5-го маркиза де Солера, 10-го графа и 1-го герцога де Сантистебан-дель-Пуэрто, 10-го маркиза де Лас-Навас, 10-го графа дель-Риско, 13-го графа де Косентайна, и Каталины де ла Куэвы, графини де Кастельяр; 2-я жена — Мария Фаустина Тельес-Хирон и Перес де Гусман, дочь Хосе Тельес-Хирона и Бенавидеса, 7-го герцога де Осуна, графа де Пинто, 7-го маркиза де Фромиста, 5-го маркиза де Карасена-дель-Валье, 11-го графа де Уренья, и Франсиски Перес де Гусман, дочери 12-го герцога де Медина-Сидония. Ему наследовал его дочь от второго брака:
- Мария Хосефа Алонсо Пиментель Тельес-Хирон Борха и Сентельес (1750—1834), 16-я графиня де Луна, 15-я графиня и 12-я герцогиня де Бенавенте, 13-я герцогиня де Бехар, 13-я герцогиня де Пласенсия, 12-я герцогиня де Аркос, 14-я герцогиня де Гандия, 10-я герцогиня де Мандас и Вильянуэва, 8-я маркиза де Хабалькинто, 14-я маркиза де Хибралеон, 9-я маркиза де Терранова, 12-я маркиза де Льомбай, 16-я маркиза де Захара, 18-я графиня де Майорга, 13-я графиня де Баньярес, 15-я графиня де Белалькасар, 14-я графиня де Олива, 11-я графиня де Маяльде, 12-я графиня де Байлена, 12-я графиня де Касарес, 15-я виконтесса де Алькосер. Была замужем за своим кузеном Педро Тельес-Хироном и Пачеко, 10-м маркизом де Пеньяфьель, 10-м графом де Фонтанар и 13-м графом де Уренья.
- Мария дель Пилар Тереза Каэтана де Сильва и Альварес де Толедо (10 июня 1762 — 23 июля 1802), 17-я графиня де Луна
- Диего Антонио Фернандес де Веласко Лопес Пачеко и Тельес-Хирон (8 ноября 1754 — 11 февраля 1811), 18-й граф де Луна, 8-й герцог де Уседа, 13-й герцог де Фриас, 13-й герцог де Эскалона, 5-й маркиз де Менасальбас, 10-й маркиз де Фромиста, 8-й маркиз де Бельмонте, 8-й маркиз де Карасена, 13-й маркиз де Берланга, 7-й маркиз де Тораль, 6-й маркиз де Сильеруэло, 10-й маркиз де Харандилья, 13-й маркиз де Вильена, 8-й граф де Пинто, 7-й маркиз дель Фресно, 11-й маркиз Фречилья и Вильяррамьель, 10-й маркиз дель-Вильяр-де-Гаханехос, 15-й граф де Аро, 17-й граф де Кастильново, 18-й граф Альба-де-Листе, 7-й граф де Ла-Пуэбла-де-Монтальбан, 10-й граф де Пеньяранда-де-Бракамонте, 16-й граф де Фуэнсалида, 9-й граф де Кольменар, 15-й граф де Оропеса, 14-й граф де Алькаудете, граф Салазар-де-Веласко. Был женат на Франсиске де Пауле де Бенавидес и Фернандес де Кордове, дочери Антонио Бенавидеса и де ла Куэва, 2-го герцога де Сантистебан-дель-Пуэрто. Ему наследовал его сын:
- Бернардино Фернандес де Веласко Пачеко и Тельес-Хирон (1783—1851), 19-й граф де Луна, 9-й герцог де Уседа, 14-й герцог де Фриас, 14-й герцог де Эскалона, 6-й маркиз де Менасальбас, 9-й маркиз де Бельмонте, 11-й маркиз де Фромиста, 9-й маркиз де Карасена, 14-й маркиз де Берланга, 8-й маркиз де Тораль, 7-й маркиз де Сильеруэло, 14-й маркиз де Вильена, 9-й граф де Пинто, 8-й маркиз дель Фресно, 14-я маркиза де Харандилья, 12-й маркиз де Фречилья и Вильяррамьель, 11-й маркиз дель Вильяр-де-Гаханехос, 16-й граф де Аро, 18-й граф де Кастильново, граф де Салазар де Веласко, 19-й граф Альба-де-Листе, 8-й граф де Ла-Пуэбла-де-Монтальбан, 11-й граф Пеньяранда де Бракамонте, 17-й граф де Фуэнсалида, 10-й граф де Пасеке, 16-й граф де Оропеса, 15-й граф де Алькаудете, граф де Вильяфлор. 1-я жена — Мария Анна Тереза де Сильва Базан и Вальдштейн, дочь Хосе Хоакина де Сильвы Базана и Сармьенто, 9-го маркиза де Санта-Крус-де-Мудела, 10-го маркиза дель Висо, маркиза де Байона, 6-го маркиза де Арсикольяр, граф де Монто, граф де Пье-де-Конча (брак бездетен); 2-я жена — Мария де ла Пьедад Рока де Тогорес и Валькарсель, дочь Хуана Непомуцено Рока де Тогорес и Скорсия, 1-го графа де Пинохермосо, 13-го барона де Риудомс; 3-я жена — Анна Хаспе и Мациас. Ему наследовала дочь от второго брака:
- Мария дель Росарио Тельес-Хирон-и-Фернандес де Веласко (1840—1896), 20-я графиня де Луна, 16-я герцогиня де Бехар, 14-я маркиза де Пеньяфьель, 16-я маркиза де Хибралеон, графиня де Мельгар, 15-я графиня де Олива, 16-я виконтесса де Алькосер. Муж — Луис Мануэль Рока Тогорес-и-Рока де Тогорес, 1-й маркиз де Асприльяс, сын Мариано Рока Тогореса-и-Карраско, 1-го маркиза де Молинса, виконта де Рокамора, и Марии Терезы Рока Тогорес-и-Альбукерке. Ей наследовала её дочь:
- Инес Рока де Тогорес-и-Тельес-Хирон (1872—1946), 21-я графиня де Луна. Муж — Рамон Ногера-и-Акуэвера, сын Лоренсо Висенте де Ногера-и-Сотолонго, 5-го маркиза де Касереса, и Эдерии Акуэвара-и-Арахуэте. Бездетна.
- Педро де Алькантара де Тогорес-и-Лафитте (11 июня 1917—1978), 22-й граф де Луна, 19-й герцог де Бехар, маркиз де Пеньяфьель, виконт де Алькосер, сын Педро де Алькантара Рока Тогореса-и-Тордесильяса, 18-го герцога де Бехара (1895—1941), и Марии Терезии Латиффе-и-Васкес. Был женат на Марии де ла Консепсьон Салинас-и-Бенхумеа. Ему наследовал его второй сын:
- Мануэль Рока де Тогорес-и-Салинас, 23-й граф де Луна. Был женат на Кристине Лоре-и-Маркес. Ему наследовала его дочь:
- Менсия Рока де Тогорес-и-Лора, 24-я графиня де Луна.